# Orlando Tourn
Orlando Fabián Tourn (Reconquista, Santa Fe, Argentina, 9 de agosto de 1967 - Venado Tuerto, Santa Fe, Argentina, 1 de abril de 2009) fue un baloncestista profesional argentino que se desempeñaba en la posición de ala pívot. Desarrolló su carrera en Argentina y en Italia y fue integrante de la selección argentina de baloncesto.

## Carrera
El 28 de abril de 1985 se produjo el debut de Orlando Tourn en la Liga Nacional de Básquet, vistiendo la camiseta de Ferro Carril Oeste y frente a Deportivo Morón, siendo reclutado por León Najnudel. Ese mismo año, Tourn disputó 28 partidos promediando 8,5 puntos por juego y el club se coronó campeón de la Liga Nacional de Básquet 1985. El año siguiente, el equipo volvió a coronarse campeón con Orlando en las filas del club y Ferro también participó en el Campeonato Sudamericano de Clubes Campeones y obtuvo el segundo puesto del Campeonato Mundial de Clubes de Baloncesto tras caer en la final ante el Žalgiris Kaunas. En 1987, el club se coronó en el Campeonato Sudamericano tras vencer en la final al Clube Atlético Monte Líbano y volvió a participar en el Campeonato Mundial de Clubes de Baloncesto. El año siguiente volvió a participar en el Campeonato Sudamericano y en 1989 volvió a conquistar la Liga Nacional de Básquet. En la temporada 1990/91 se mudó al Sport Club de Cañada de Gómez, promediando 16,1 puntos en 46 partidos y luego de pasar un año en el club se dirigió al Peñarol de Mar del Plata donde promedió 16,6 puntos en 47 encuentros. Luego, disputó tres temporadas en el Olimpia de Venado Tuerto, obteniendo el subcampeonato de la Liga Nacional de Básquet 1994/95 y participando en el Campeonato Sudamericano y el Campeonato Panamericano de 1994. Para la 1995/96, Tourn firmó con Racing Club y jugó 37 partidos con 19,7 puntos por partido. La temporada siguiente la disputó en Independiente de General Pico, equipo junto al cual accedió a las finales de la Liga Nacional de Básquet pero cayó frente a Boca Juniors. Después, firmó con el Pico Football Club y su siguiente club fue el Gimnasia y Esgrima de Comodoro Rivadavia. En el año 2000, Tourn emigró a Italia, donde jugó por dos temporadas en el Basket Cefalù de la Serie B1. Luego firmó con el Robur Basket Osimo de la LegaDue y la temporada 2003/04 la disputó en el Fabriano Basket y el Veroli Basket de las Serie C1 y Serie B1. En 2004 se dio su vuelta a Argentina, donde disputó una temporada en el Olimpia de Venado Tuerto del Torneo Nacional de Ascenso. En marzo de 2006, firmó con el Basket Ferentino de la Serie B2. La temporada 2006/07 la jugó en el Stirparo Catanzaro y en marzo de 2008 fue contratado por su último club, el Basket Martina Franca.

### Selección nacional
Su primera participación con la Selección argentina de baloncesto fue en el Campeonato Sudamericano de Cadetes de 1984. Ese mismo año participó en el Sudamericano Juvenil de 1984 y lo volvió a hacer en 1986. En 1991 se produjo su debut en la selección mayor, cuando fue convocado por Carlos Boismené para el Campeonato Sudamericano disputado en Valencia, Venezuela, donde se ubicaron en el tercer puesto. Participó en los Juegos Panamericanos de 1991 de La Habana, Cuba. El año siguiente, fue convocado para el Campeonato FIBA Américas de 1992, donde la selección no obtuvo el pasaje a los Juegos Olímpicos de Barcelona 1992. En 1993, participó en el Premundial de San Juan, Puerto Rico, y Tourn obtuvo junto a su seleccionado el tercer puesto. El año siguiente, fue convocado para los Juegos de la Buena Voluntad y ese mismo año fue citado al Campeonato mundial de baloncesto de 1994 de Canadá.

## Fallecimiento
El 1 de abril de 2009, Tourn falleció de un infarto en Venado Tuerto, en horas de la madrugada mientras dormía, tras haber jugado un partido de baloncesto la noche anterior. Había jugado su primer partido para el Unión Deportiva Chanta Cuatro, equipo de Venado Tuerto donde también era técnico de las divisiones inferiores.

## Trayectoria
| Temporada | Equipo                                  | País      | Liga     |
| 1985      | Ferro Carril Oeste                      | Argentina | LNB      |
| 1986      | Ferro Carril Oeste                      | Argentina | LNB      |
| 1987      | Ferro Carril Oeste                      | Argentina | LNB      |
| 1988      | Ferro Carril Oeste                      | Argentina | LNB      |
| 1989      | Ferro Carril Oeste                      | Argentina | LNB      |
| 1990/91   | Sport Club Cañadense                    | Argentina | LNB      |
| 1991/92   | Peñarol de Mar del Plata                | Argentina | LNB      |
| 1992/93   | Olimpia de Venado Tuerto                | Argentina | LNB      |
| 1993/94   | Olimpia de Venado Tuerto                | Argentina | LNB      |
| 1994/95   | Olimpia de Venado Tuerto                | Argentina | LNB      |
| 1995/96   | Racing Club                             | Argentina | LNB      |
| 1996/97   | Independiente de General Pico           | Argentina | LNB      |
| 1997/98   | Pico Football Club                      | Argentina | LNB      |
| 1998/99   | Gimnasia y Esgrima (Comodoro Rivadavia) | Argentina | LNB      |
| 1999/00   | Gimnasia y Esgrima (Comodoro Rivadavia) | Argentina | LNB      |
| 2000/01   | Basket Cefalù                           | Italia    | Serie B1 |
| 2001/02   | Robur Basket Osimo                      | Italia    | Serie B1 |
| 2002/03   | Robur Basket Osimo                      | Italia    | Legadue  |
| 2003/04   | Libertas Fabriano                       | Italia    | Serie C1 |
| 2003/04   | Veroli Basket                           | Italia    | Serie B1 |
| 2004/05   | Olimpia de Venado Tuerto                | Argentina | TNA      |
| 2005/06   | Basket Ferentino                        | Italia    | Serie B2 |
| 2006/07   | Stirparo Catanzaro                      | Italia    | Serie B2 |
| 2007/08   | Fortitudo Martina Franca                | Italia    | Serie C1 |

## Palmarés

### Campeonatos nacionales
| Título                   | Club               | País      | Año  |
| ------------------------ | ------------------ | --------- | ---- |
| Liga Nacional de Básquet | Ferro Carril Oeste | Argentina | 1985 |
| Liga Nacional de Básquet | Ferro Carril Oeste | Argentina | 1986 |
| Liga Nacional de Básquet | Ferro Carril Oeste | Argentina | 1989 |

### Campeonatos internacionales
| Título                  | Club               | País      | Año  |
| ----------------------- | ------------------ | --------- | ---- |
| Campeonato Sudamericano | Ferro Carril Oeste | Argentina | 1987 |

### Consideraciones personales
- Juego de las Estrellas de la LNB: 1991, 1992, 1996.

## Participaciones en Campeonatos Mundiales
- Canadá 1994 - Posición final: 9°